# Durango (Colorado)
Durango é uma cidade localizada no estado americano do Colorado, no Condado de La Plata.

## Demografia
Segundo o censo americano de 2000, a sua população era de 13.922 habitantes.
Em 2006, foi estimada uma população de 15.614, um aumento de 1692 (12.2%).

## Geografia
De acordo com o United States Census Bureau tem uma área de 17,7 km², dos quais 17,6 km² cobertos por terra e 0,1 km² cobertos por água.

## Localidades na vizinhança
O diagrama seguinte representa as localidades num raio de 56 km ao redor de Durango.